# SN 2004cq
SN 2004cq – supernowa typu Ia odkryta 24 maja 2004 roku w galaktyce UGC 9882. W momencie odkrycia miała maksymalną jasność 17,50m.